# がんばれ機関車トーマス
『がんばれ機関車トーマス　汽車のえほん4』（がんばれきかんしゃとーます（きしゃのえほん4））（原題 : TANK ENGINE THOMAS AGAIN）は、低学年の児童向け絵本シリーズ「汽車のえほん」の第4巻である。

## 概要
1949年にイギリスで発行されたウィルバート・オードリー牧師執筆による汽車のえほんシリーズの第4巻。4話の短編作品を収録した低学年の児童向け絵本。挿絵はレジナルド・ダルビーが担当。ポプラ社から1973年12月に日本語訳が出版されていたが、2004年ごろ品切重版未定となり、2005年に新装改訂版が出版され、または2010年にミニ新装版が発売された。

## 成立の過程と作品背景
1945年から、ほぼ毎年に1巻ずつ続巻してきた本シリーズの第4巻。第2巻ラストでの活躍の褒美にトーマスは自分専用の支線を受け持つことになったが、そこでもいろいろなエピソードを残すことになった。

## 収録作品
- トーマスと車しょう (Thomas and the Guard）
- トーマスのさかなつり (Thomas Goes Fishing)
- トーマスとテレンス (Thomas, Terence and the Snow)
- トーマスとバーティー (Thomas and Bertie)

## 登場キャラクター
テレビシリーズの機関車紹介と重複する解説は省略、本巻の内容で特筆すべきものを紹介。
メインキャラクター
- トーマス：この巻のトーマスは一貫して列車種別標識灯をおでこに1個だけ掲げており、これは支線の旅客列車全般を意味する。真空ブレーキのホースの位置が少し変なこと以外はダルビーもトーマスについてはうまく描けるようになった。
- アニーとクララベル：第2巻の最後でも登場していたが、名前が出てくるのはこの巻が初めて。6コンパートメントの中型木造ボギー車。人形劇とは大きく異なっているが、これが元の姿である。
- ヘンリー：ヘンリーがグリーン塗装に戻るきっかけになった挿絵が、この旧版9ページのゴードンそっくりのヘンリーの挿絵。四角いバッファーとカーブを描いたランボードまで描かれていて、どう見てもヘンリーではない。このことを読者から指摘されたオードリー牧師は、「この時ヘンリーは修理の際に部品のストックが無く、ゴードンの部品を使用したから」と苦しい答えをしている。後にヘンリーが大改造を受ける遠因も「形を変えなきゃしょうがない」とこの巻の挿絵でオードリー牧師が懲りたため。

サブキャラクター
- テレンス：「汽車のえほん」シリーズ初の鉄道以外のキャラクター。キャタピラで走行するトラクター。旧版では「テランス」表記だったが、新装改訂版ではモデルアニメーションに準じて「テレンス」に変更されている。
- バーティー：初登場。バス。

## その他
- トーマスのサイドタンクから釣り上げた魚は、その場でイギリスの伝統料理である「フィッシュアンドチップス」になってハット卿たちの腹に収まってしまったわけだが、この時の魚種は、オードリー牧師が物語の元ネタにした当時の新聞記事ではウナギ。しかし、フライにしにくい魚種なので、作中では魚種は曖昧にされている。
- 11ページの挿絵の広告には「『赤い機関車ジェームス』入荷(NOW IN STOCK: JAMES THE RED ENGINE)」「大ニュース 有名なタンク機関車トーマスのすべて(GRAND NEWS: ALL ABOUT THOMAS THE FAMOUS TANK ENGINE)」と書かれている。
- オードリー牧師はトーマスとバーティが競争する4話を子供たちに読み聞かせたところ、「バーティは踏み切りや信号で止められるのに、トーマスにはそれが無い。この競争は不公平だよ。」という指摘を受けた。そこで牧師はレースが行われた場所の地図を作り、トーマスにも信号や駅などの障害物を設定し、トーマスの勝利が正当なものであると証明した。オードリー牧師はこのエピソードや数多の読者からの指摘を契機に、この物語には地図が必要であると感じ、結果的にソドー島の設定を創作するに至る。